# Кошурников, Александр Михайлович
Алекса́ндр Миха́йлович Кошу́рников (13 марта 1905, село Харабали, Астраханская губерния, Российская империя — 3 ноября 1942, река Казыр, Красноярский край, СССР) — советский учёный, инженер, изыскатель. Занимался проектированием железных дорог, их трассированием в сибирской тайге. Погиб на реке Казыр при изыскании трассы железной дороги от Нижнеудинска до Абакана.

## Биография
Родился в семье строителя железных дорог, изыскателя Михаила Николаевича Кошурникова. В 1913 году семья переехала в Томск, где он окончил губернскую гимназию, затем — инженерно-строительный факультет Томского технологического института. Летом с отцом — страстным охотником — бывал на Алтае, обычно в селе Усть-Муны. Известны три адреса Кошурниковых в Томске — Кирова, 9; Герцена, 31; Дзержинского, 25.
С 1930 года работал в новосибирском Сибдоржелстрое (другое наименование — трест «Сибстройпуть») начальником группы партии технических изысканий железных дорог. Работал на строительстве Южно-Кузбасской железной дороги, Рубцовка-Риддер, Новокузнецк-Абакан, Томск-Асино, Синарская-Челябинск. В 1939 году стал проектным изыскателем Сибтранспроекта (в настоящее время — Сибгипротранс).
В 1942 году руководимая Кошурниковым экспедиция, включавшая ещё двух человек (Алексей Журавлёв и Константин Стофато), погибла при проведении изысканий для строительства будущей железной дороги Абакан — Тайшет. Обстоятельства гибели экспедиции удалось восстановить год спустя — 4 октября 1943 года рыбак посёлка Нижне-Казырский Иннокентий Степанов нашёл останки Кошурникова и его дневник:
 «3 ноября. Вторник. Пишу вероятно последний раз. Замерзаю. Вчера 2/XI произошла катастрофа. Погибли Костя и Алёша. Плот задёрнуло под лёд и Костя сразу ушёл вместе с плотом. Алёша выскочил на лёд и полз метров 25 по льду с водой. К берегу пробиться помог я ему, но на берег вытащить не мог, так он и закоченел наполовину в воде. Я иду пешком. Очень тяжело. Голодный, мокрый, без огня и без пищи. Вероятно, сегодня замёрзну.»
Гибель экспедиции предопределил её запоздалый выход на маршрут, ограниченный запас продовольствия и другие объективные и субъективные причины.

## Награды
В дни пуска в постоянную эксплуатацию железной дороги Абакан — Тайшет изыскатели-первопроходцы 12 апреля 1966 года посмертно были награждены правительственными наградами: Кошурников А. М. — орденом Ленина, Журавлёв А. Д. и Стофато К. А. — орденами Трудового Красного Знамени.

## Память

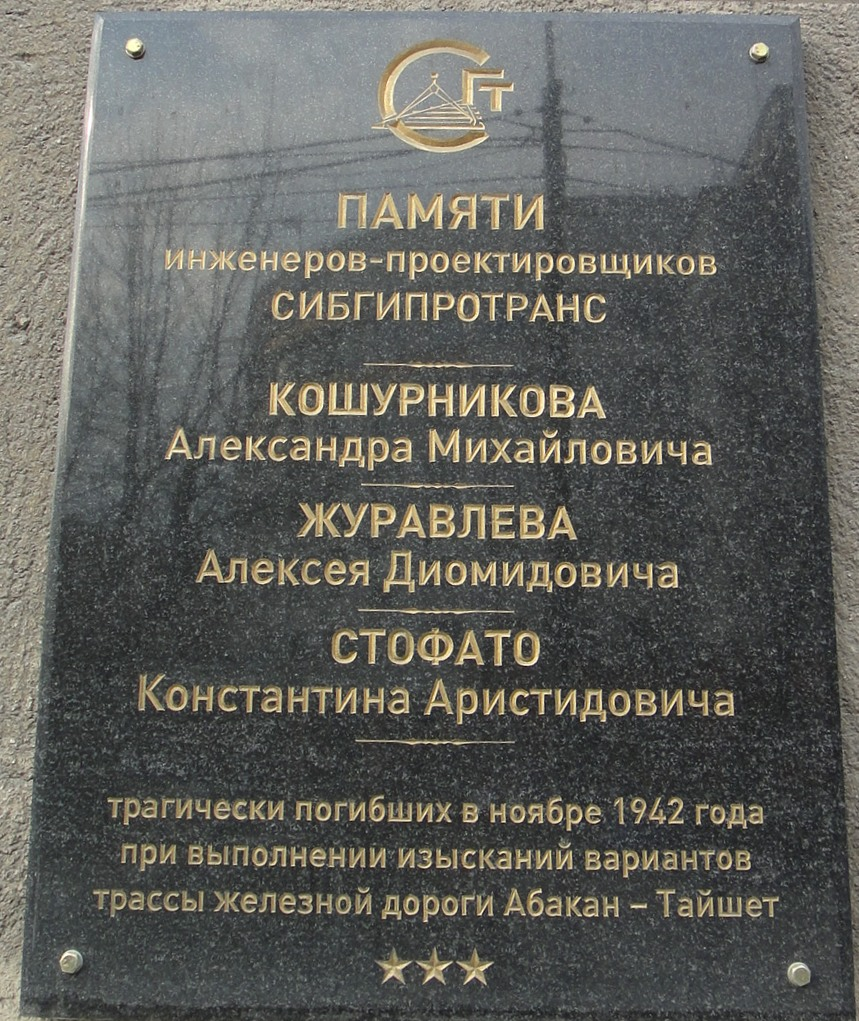
Мемориальная доска на фасаде проектного института Сибгипротранс в Новосибирске

В память о каждом из изыскателей группы Кошурникова названы населённые пункты Стофато (581 км), Кошурниково (564 км), Журавлёво (545 км), возникшие при строительстве дороги Абакан—Тайшет и находящиеся в этих пунктах станции.
Также именем Александра Кошурникова названы улицы в Абакане, Новосибирске, Томске, Белом Яре (Томская область), Усть-Мунах (Республика Алтай).
Могила Кошурникова находится на правом берегу реки Казыр перед Нижней Тридцаткой, на склоне. У реки Казыр стоит памятник участникам экспедиции — серебристые рельсы, устремлённые в небо.

## Семья
- Дочь Нина Александровна Кошурникова (1926—2025) — советский и российский ученый, специалист в области радиационной эпидемиологии, доктор медицинских наук, профессор. Проживала в Озёрске, Челябинская область.